# Smarty Jones
Smarty Jones, född 28 februari 2001, är ett engelskt fullblod, mest känd för att ha segrat i Kentucky Derby (2004) och Preakness Stakes (2004). Under sin tävlingskarriär var han obesegrad fram till starten i Belmont Stakes (2004), där han slutade tvåa. Starten i Belmont Stakes kom även att bli hans sista.

## Bakgrund
Smarty Jones var en fuxhingst efter Elusive Quality och under I'll Get Along (efter Smile). Han föddes upp av Someday Farm och ägdes av Roy & Patricia Chapman. Han tränades under tävlingskarriären av John Servis och reds av Stewart Elliott.
Smarty Jones tävlade mellan 2003 och 2004, och sprang in 7 613 155 dollar på 9 starter, varav 8 segrar och 1 andraplats. Han tog karriärens största segrar i Kentucky Derby (2004) och Preakness Stakes (2004). Han segrade även i Count Fleet Stakes (2004), Southwest Stakes (2004), Rebel Stakes (2004) och Arkansas Derby (2004).
Han fick även en bonus på 5 miljoner dollar från Oaklawn Park, för att ha segrat i Rebel Stakes (2004) och Arkansas Derby (2004) och Kentucky Derby (2004). Hans totala startprissumma blev då 7 613 155 dollar.
Den 2 augusti 2004 meddelades det att Smarty Jones avslutar sin tävlingskarriär på grund av kroniska blåmärken på fotleden. Smarty Jones stallades upp som avelshingst på Three Chimneys Farm i Midway, Kentucky, och stod vid ett tillfälle i samma box som tidigare Triple Crown-vinnaren Seattle Slew.

## Statistik
| Nr | Datum            | Löp                         | Grupp      | Plac. | Distans          | Jockey          | Ref    |
| -- | ---------------- | --------------------------- | ---------- | ----- | ---------------- | --------------- | ------ |
| 1  | 9 november 2003  | Maiden Special Weight       | Maiden     | 1     | 6 furlongs       | Stewart Elliott | [ 4 ]  |
| 2  | 22 november 2003 | Pennsylvania Nursery Stakes | Black Type | 1     | 7 furlongs       | Stewart Elliott | [ 5 ]  |
| 3  | 3 januari 2004   | Count Fleet Stakes          | Listed     | 1     | 1 mile, 70 yards | Stewart Elliott | [ 6 ]  |
| 4  | 28 februari 2004 | Southwest Stakes            | Listed     | 1     | 1 Mile           | Stewart Elliott | [ 7 ]  |
| 5  | 20 mars 2004     | Rebel Stakes                | Listed     | 1     | 1 ⁄16 miles      | Stewart Elliott | [ 8 ]  |
| 6  | 10 april 2004    | Arkansas Derby              | II         | 1     | 1 ⁄8 miles       | Stewart Elliott | [ 9 ]  |
| 7  | 1 maj 2004       | Kentucky Derby              | I          | 1     | 1 ⁄4 miles       | Stewart Elliott | [ 10 ] |
| 8  | 15 maj 2004      | Preakness Stakes            | I          | 1     | 1 3⁄16 miles     | Stewart Elliott | [ 11 ] |
| 9  | 5 juni 2004      | Belmont Stakes              | I          | 2     | 1 ⁄2 miles       | Stewart Elliott | [ 12 ] |

## Stamtavla
| Efter Elusive Quality | Gone West           | Mr. Prospector   | Raise a Native  |
| Efter Elusive Quality | Gone West           | Mr. Prospector   | Gold Digger     |
| Efter Elusive Quality | Gone West           | Secrettame       | Secretariat     |
| Efter Elusive Quality | Gone West           | Secrettame       | Tamerett        |
| Efter Elusive Quality | Touch of Greatness  | Hero's Honor     | Northern Dancer |
| Efter Elusive Quality | Touch of Greatness  | Hero's Honor     | Glowing Tribute |
| Efter Elusive Quality | Touch of Greatness  | Ivory Wand       | Sir Ivor        |
| Efter Elusive Quality | Touch of Greatness  | Ivory Wand       | Natashka        |
| Undan I'll Get Along  | Smile               | In Reality       | Intentionally   |
| Undan I'll Get Along  | Smile               | In Reality       | My Dear Girl    |
| Undan I'll Get Along  | Smile               | Sunny Smile      | Boldnesian      |
| Undan I'll Get Along  | Smile               | Sunny Smile      | Sunny Sal       |
| Undan I'll Get Along  | Don't Worry Bout Me | Foolish Pleasure | What a Pleasure |
| Undan I'll Get Along  | Don't Worry Bout Me | Foolish Pleasure | Fool-Me-Knot    |
| Undan I'll Get Along  | Don't Worry Bout Me | Stolen Base      | Herbager        |
| Undan I'll Get Along  | Don't Worry Bout Me | Stolen Base      | Bases Full      |